# Wolfgang Krullmann
Wolfgang Krullmann (* 1956) ist ein ehemaliger deutscher Basketballspieler.

## Werdegang
Im Jahr 1976 bestritt Krullmann im Rahmen des Europapokals für Nationalmannschaften sechs A-Länderspiele für die bundesdeutsche Auswahl.
Krullmann spielte 1982/83 mit dem FC Schalke 04 in der Bundesliga. Er gehörte später der Mannschaft der BG Dorsten an, 1985 ging der 1,96 Meter große Krullmann zum FC Schalke zurück.